# Кайнар (Алакольський район)
Кайна́р (каз. Қайнар) — село у складі Алакольського району Жетисуської області Казахстану. Адміністративний центрі єдиний населений пункт Кайнарського сільського округу.
У радянські часи село мало назву Соціалди.
Населення — 3076 осіб (2021; 905 у 2009, 952 у 1999, 1511 у 1989).